# 楊仲恩
楊仲恩（英語：Tony Yeung Chung Yan，1959年4月2日—），香港男演員和節目主持。他於1990年代移民台灣而多年來都沒有入籍，現時定居台北市。

## 背景
楊仲恩是家中獨生子，母親一方的曾祖輩擁有英國血統；楊早年於九龍深水埗蘇屋邨杜鵑樓成長，就讀中華基督教會協和小學（1973年上午校畢業）、天主教鳴遠中學（初中）以及另一所中學。自小學開始學習繪畫山水畫，其畫作大多會被老師抽出來作貼堂示範。又會在中學階段協助老師教授同學如何彈結他。他中學畢業前參加過學校的歌唱比賽。十六歲時在樂器店兼職結他導師賺取外快。畢業前後，即1977年已在尖沙咀的民歌餐廳當駐唱歌手。另一方面會灌錄一些小型翻唱歌曲音樂碟。本來立志當警察的他後來由在歌唱活動中認識的朋友、溫拿樂隊成員彭健新主動為他報名的情況下，於1979年參加無綫電視《歡樂今宵》第一屆影視紅星模仿大賽，在比賽中以《一劍震神州》一曲模仿鄭少秋奪冠且簽約為電視台藝人，為期兩年。因表現不俗很快成為長夀綜藝節目《歡樂今宵》主持人之一。之後也客串演出一些劇集。
1983年，他轉至亞洲電視發展，曾主演多部青春偶像劇；期間亦為亞視播出之日本動畫片集演唱粵語版主題曲，如《超時空要塞》、《機甲創世記》、《鐵人28》等。1984年加簽歌手合約，可以電視台藝員身份在香港各處作登台演出。直至1989年，楊仲恩約滿亞視，並轉至澳門電視台演出劇集。同期簽約馬來西亞山水影視製作公司，拍攝劇集錄影帶。他在當地和泰國皆因歌藝而有一定名聲。在離開香港前，曾於香港經營燒烤餐廳（1980年代）。
1991年，楊赴台灣繼續發展演藝事業至今，因得到朋友介紹演出劇集《劉伯溫傳奇》裡「丁沖」一角而走紅。及後在1994年於台北民生東路開設酒吧「坎城」（與趙大深、游安順等人一同開設）。由於喜歡餐飲業，他賺了一百多萬元便於同年轉為投資日本燒烤店生意。卻由於在三年間虧損四百萬而結束營業。沒有因此而氣餒的他往後分別經營熱炒食物店和服飾店。到了2004年開設了一家咖啡簡餐店「19 Cafe」。未幾於2005年投資一筆款項，成為男演員孟飛「動能光科技美容中心」美容生意的股東。
此前於2003年，中華民國僑務委員會屬下的台灣宏觀電視需要懂粵語的主播去播報粵語新聞，楊仲恩便應徵崗位，一直工作至2016年因電視台調整製作預算的問題而離職。2014年至2015年於台北市松山區八德路再次與善慧行生物科技公司合作經營咖啡食店「明星咖啡館」，以牛樟芝咖啡為賣點。現時，他仍參演港台兩地劇集。也會擔任年會、廟會、商業項目及婚禮主持和把其位於九龍鑽石山的其中一個物業分租出去。

## 個人生活
楊仲恩目前未婚，亦沒有子女。

## 演出作品
*以下列表只記錄楊仲恩演出過的劇集作品，若有遺漏，請協助補充相關資料。

### 電視劇（無綫電視）
| 首播   | 名稱          | 角色       | 備註   |
| 1979年 | 名劍風流      | 黑地獄喪士 |        |
| 1979年 | 網中人        | 醫生       | 第78集 |
| 1980年 | 歡樂群英      | 飛馬王子   |        |
| 1980年 | 上海灘        | 賓客       | 第9集  |
| 1980年 | 京華春夢      | 士兵       |        |
| 1980年 | 上海灘續集    | 三保上尉   |        |
| 1980年 | 離別鈎        | 青龍幫堂主 |        |
| 1980年 | 仁者無敵      | 打手       |        |
| 1980年 | 鹽梟          | 工人       |        |
| 1980年 | 雙葉蝴蝶      | 靚仔打手   |        |
| 1981年 | 荳芽夢        | 老師       |        |
| 1981年 | 突破          | 餐廳歌手   | 第2集  |
| 1981年 | 火鳳凰        | 打手       |        |
| 1981年 | 流氓皇帝      | 山賊       |        |
| 1981年 | 富貴榮華      | 片商       |        |
| 2018年 | 宮心計2深宮計 | 崔湜       |        |
| 2020年 | 法證先鋒IV    | 醫生       | 第17集 |
| 2025年 | 執法者們      | 黃景誠     |        |

### 電視劇（亞洲電視）
| 首播   | 名稱                         | 角色   | 備註 |
| 1983年 | 新不了情                     | 林少聰 |      |
| 1983年 | 橄欖樹                       | 沈天送 |      |
| 1984年 | 毋忘我                       | 莊偉   |      |
| 1984年 | 蝴蝶血                       | 張保羅 |      |
| 1984年 | 101拘捕令第二輯之熱綫九九九  |        |      |
| 1984年 | 醉拳王無忌之日帝月后         | 楊堅   |      |
| 1984年 | 云海玉弓緣                   | 唐經天 |      |
| 1984年 | 四大名捕                     | 殷乘風 |      |
| 1985年 | 青春踫踫車                   |        |      |
| 1985年 | 濟公                         | 劉香妙 |      |
| 1985年 | 仙女多情                     | 柳貴顯 |      |
| 1985年 | 諜网迷情                     | 陶立基 |      |
| 1985年 | 諸葛亮                       | 劉琮   |      |
| 1986年 | 通靈                         | 李克基 |      |
| 1986年 | 秦始皇                       | 張良   |      |
| 1986年 | 濟公活佛                     | 秦霸天 |      |
| 1986年 | 哪吒                         | 靚仔   |      |
| 1986年 | 時光倒流七十年               | 慕容仙 |      |
| 1986年 | 柔情點三八                   | 梁日明 |      |
| 1987年 | 天將魔星                     | 易小邪 |      |
| 1987年 | 滿清十三皇朝之順治           | 冒辟疆 |      |
| 1987年 | 母親                         | 洛家俊 |      |
| 1987年 | 香港情                       | 戴維斯 |      |
| 1988年 | 歷代奇女子-魚玄機            | 李子安 |      |
| 1988年 | 愛火奔流                     |        |      |
| 1988年 | 月牙兒                       | 高俊生 |      |
| 1988年 | 滿清十三皇朝 2 之嘉慶/之道光 | 綿愷   |      |
| 1989年 | 夜琉璃之鏡                   | 小說家 |      |

### 電視劇（台灣）
| 首播           | 頻道       | 名稱                              | 角色             |
| 1991年         | 華視       | 禁忌的游戏                        |                  |
| 1992年         | 台視       | 末代皇孫                          | 多甫             |
| 1992年－1996年 | 華視       | 刘伯温传奇                        | 丁沖             |
| 1993年         | 華視       | 封神榜—哪叱傳奇                   |                  |
| 1993年         | 華視       | 包青天—双钉记                     | 周青松           |
| 1993年         | 華視       | 包青天—真假女婿                   | 王達             |
| 1993年         | 華視       | 包青天—鱼美人                     | 崔浩             |
| 1994年         | 華視       | 七侠五义－凤凰于飞                | 唐少均           |
| 1996年         | 華視       | 三國英雄傳之關公                  | 陸遜             |
| 1996年         | 中視       | 天師鍾馗—龍女鬥水怪（又名沉箱記） | 甄金龍           |
| 1996年         | 中視       | 鹰眼迷情                          |                  |
| 1997年         | 中視       | 中原鏢局                          | 鄭青山           |
| 1997年         | 中視       | 冲破诱惑网                        |                  |
| 1997年         | 公視       | 风骚艳娘                          |                  |
| 1997年         | 公視       | 阔少年                            |                  |
| 1997年         | 公視       | 四大名捕当差                      |                  |
| 1997年         | 華視       | 施公奇案—青衫紅淚                 | 馮大邦           |
| 1997年         | 華視       | 施公奇案—辣筆老辛                 |                  |
| 1997年         | 華視       | 施公奇案—公主招親                 | 大使             |
| 1998年         | 華視       | 施公奇案—日月雙璧                 | 杜大明           |
| 1998年         | 超級電視台 | 虬髯客與紅拂女                    | 杜平             |
| 1998年         | 台視       | 康熙情锁金殿                      | 袁天放           |
| 1998年         | 台視       | 蝴蝶血                            |                  |
| 1998年         | 超級電視台 | 霹靂菩薩—佛渡有缘                 | 江小樓           |
| 1999年         | 華視       | 土地公传奇—土地借妻               | 李勇             |
| 1999年         | 華視       | 土地公传奇—梨花飘香               | 陳大貴           |
| 1999年         | 三立新聞台 | 城市事件簿                        |                  |
| 1999年         | 三立電視   | 非常告白                          |                  |
| 1999年         | 三立電視   | 致命杀机                          |                  |
| 2000年         | 大愛電視   | 母亲                              |                  |
| 2000年         | 大愛電視台 | 我还有梦                          |                  |
| 2000年         | 台视       | 包公出巡—梦回青楼                 | 巴人凤           |
| 2001年         | 民視       | 台灣奇案—諸羅山港仔坪神明之子     | 鄭進才           |
| 2001年         | 民視       | 台灣奇案—諸羅山人算不如天算       | 林君秀           |
| 2001年         | 民視       | 台灣奇案—府城姻缘天註定           | 王俊吉           |
| 2001年         | 民視       | 台灣奇案—鹿港摸乳巷               | 施世明           |
| 2001年         | 傳訊電視   | 台灣變態檔案—變態自虐狂           | 陳家立           |
| 2002年         | 台視       | 搖滾莎士                          | 藍輝             |
| 2002年         | 台視       | 再見螢火蟲                        |                  |
| 2002年         | 民視       | 台灣奇案—嘉義蘭潭灶神拜祖師       | 陳中康           |
| 2002年         | 民視       | 台灣奇案—諸羅觸口我吃濟公十八年   | 江天山           |
| 2002年         | 民視       | 台灣奇案—諸羅觸口濟公的查某子     | 江天山           |
| 2002年         | 民視       | 台灣奇案—宜蘭礁溪白雞告狀         | 劉明燈           |
| 2002年         | 民視       | 台灣奇案—竹崎大坑命運運命         | 周添義           |
| 2002年         | 民視       | 台灣奇案—雲林廉使粘菜上帝         | 錢進東           |
| 2002年         | 民視       | 台灣奇案—台中大里大里杙媽與林爽文 | 莊大田           |
| 2002年         | 民視       | 台灣奇案—枋橋頭斷轎槁             | 柳文彬           |
| 2002年         | 民視       | 台灣奇案—架仔頭赤腳仙             | 朱有德（林樹根） |
| 2003年         | 民視       | 台灣奇案—蒜頭大目神               | 黃交             |
| 2003年         | 民視       | 台灣奇案—枋寮鴛鴦夢               | 王俊榮、陳新榮   |
| 2003年         | 民視       | 台灣奇案—大甲阿春                 | 林占梅           |
| 2003年         | 民視       | 台灣奇案—大甲報馬仔               | 林占梅           |
| 2003年         | 民視       | 台灣奇案—大甲貞節牌坊             | 林占梅           |
| 2003年         | 三立台灣台 | 戲說台灣—寡婦鐘                   | 方志民           |
| 2004年         | 東森電視   | 兩個月亮                          |                  |
| 2004年         | 民視       | 女人40一枝花                      | 客串-同學        |
| 2005年         | 東森電視   | 摩羯                              |                  |
| 2005年         | TVBS       | 惡男宅急電                        | 阿岩             |
| 2005年         | 台視       | 蝴蝶密碼                          | 楊進雄           |
| 2006年         | 民視       | 再生緣                            | 吳正德           |
| 2007年         | 民視       | 濟公                              | 葉耀武           |
| 2008年         | 台視       | 天上聖母媽祖                      | 鐵鋼山           |
| 2008年         | 台視       | 懷玉傳奇 千金媽祖                 | 蕭同仁           |
| 2008年         | TVBS       | 幸福的抉擇                        | 胡律師           |
| 2008年         | 中視       | 老師錯了                          | 陳桑             |
| 2010年         | 台視       | 家有四千金                        | 發哥             |
| 2011年         | 大愛電視台 | 回家的路                          | 林朝水           |
| 2011年         | 中視       | 男女生了沒                        | 王專員           |
| 2012年         | 台視       | 巔峰時代                          | 王柏林           |
| 2013年         | 大愛電視台 | 愛在陽光下                        | 高鵬             |
| 2014年         | 台視       | 艋舺的女人                        | 劉文成           |
| 2015年         | 三立台灣台 | 思慕的人                          | 劉桑             |
| 2020年         | 台視       | 四月望雨之月夜愁                  | 王萍萍（老年）   |

### 電視劇（其他）
| 首播   | 名稱               | 角色     | 備註                                |
| 1989年 | 澳门街风云         |          | 澳門電視台                          |
| 1989年 | 警花90             | 關志峰   | 澳門廣播電視                        |
| 1991年 | 冤鬼多情           | 鍾仁直   | 澳門廣播電視                        |
|        | 至尊神探           | 王家宋   |                                     |
|        | 闊少爺當差         | 金波     |                                     |
|        | 城市英雄           | 阿安     |                                     |
|        | 雜牌雄師           | 夏迪     |                                     |
| 2006年 | 梁山伯与祝英台     | 梁山伯   | 馬來西亞舞台劇                      |
|        |                    |          |                                     |
| 2014年 | 萬家姓             |          | 由黃百鳴任總導演、合共100集之紀錄片 |
| 2016年 | 火柴小姐與美味先生 | 美食評審 | 中國內地電視劇                      |
| 2017年 | 地獄中的女人       |          | 中國內地電視劇                      |

### 舞台劇
- 2006年：梁祝 飾 梁山伯（馬來西亞，由馬來西亞女演員張嘉殷飾演祝英台）

## 電影
- 1988年：惊魂今晚夜
- 1988年：龍虎智多星 飾  警員
- 1990年：最佳贼拍档
- 1992年：极度诱惑
- 1992年：愛在明天
- 1992年：色降II之血玫瑰
- 1992年：乌龙闯天关
- 1994年：槍擊大奸殺
- 2006年：情意拳拳 飾 燒炭夫
- 2018年：武術奇蹟 飾 中華武術隊教練[25]

### MV
| 年份   | 歌手   | 曲名           |
| ------ | ------ | -------------- |
| 2010年 | 林國慶 | 《無情的過去》 |

## 節目主持
- 1979年：歡樂今宵（無綫電視）
- 1983年：煲呔 ‧ 牛仔褲（又名「青春牛仔褲」、亞洲電視）[26]
- 1984年：最HIT嘅世界（又名「至HIT嘅世界」、亞洲電視）[27]
- 1985年：綜合八五（亞洲電視）[28]
- 1987年：粵曲唱腔大賽總決賽（亞洲電視）
- 1990年：賑災歌唱（泰國第七電視台）

## 音樂作品
專輯
- 1994年：《古今柔情錄》（收錄共十首歌）[29]

其他演唱歌曲
- 1984年：《超時空要塞》「MACROSS」[30]
- 1984年：《鐵人28號》[31]
- 1985年：《超時空世紀》[32]
- 1985年：《光速電神》楊仲恩、杜少明、阮令濤 唱[33]
- 1985年：《機甲創世記》[34]
- 1985年：《百獸王》[35]
- 1991年：《栽夢河》-劉伯溫傳奇[36]

## 節目嘉賓
電視節目
- 1985年:亞洲小姐表演嘉賓(與葉玉萍)
- 1987年：雙星報喜（「港台藍白歌星對抗賽」環節、華視）
- 1990年代：豬哥亮夜市流動秀（第22集、八大電視）
- 1997年：鬼話連篇（台視）
- 2000年代中：不可思議的世界（緯來綜合台）
- 2007年：大家來說笑（第873及890集、（569集）中視）
- 2006年：開運鑑定團（東森綜合台）
- 2012年：綜藝大哥大（中視）
- 2013年：女人要有錢（緯來綜合台）
- 2014年：來自星星的事（緯來綜合台）
- 2014年：女人要有錢（緯來綜合台）
- 2014年：星動亞洲（亞洲電視）
- 2014年：命運好好玩（JET綜合台）
- 2015年：命運好好玩（JET綜合台）
- 2015年：女人要有錢（緯來綜合台）
- 2014年：夢想街57號（東森電視）
- 2017年：冰冰Show（第155集、中視）
- 2017年：超級大來賓（大立電視台）
- 2019年：大尋寶家（東風衛視）
- 2020年：流行經典50年（第29、40集、無綫電視）
- 2020年：晚吹 總有一瓣喺左近（第165集、ViuTV）

- 2022年9月30日 ：萬朵玫瑰賀國慶暨多元文化青年音樂會
- 2022 ：惠敏群星金曲耀東華
- 2023年9月17日：油尖旺多元文化薈
- 2023 年9 月23日：馬中企業中秋活動亞洲名人慈善晚宴
- 2023 年 9月24日：［［第34屆亞洲小姐選美（馬新賽區競選決賽表演嘉賓）］］
- 2023 年10月14日：萬歲同歡慶金秋長者盆菜晚宴
- 2023 年10月18日：［惠敏群星金曲耀東華］

•   2023 年11月17日：星海音樂廳「廣州岭南交響樂團」演唱嘉賓
•   2023 年12月31日：小鴻吹水站
•   2024 年 3 月16日：岑南羚回到未來80年香港演唱會
•   2024 年 3 月16日：亞洲電視第一屆（夢之聲）選秀大賽
•  2024 年 5 月 2 日 ：溫哥華（華人愛心大行動）
•   2024 年 5月5日：多倫多中華中文學校   40週年籌款晚宴歌唱表演嘉賓
•   2024 年5月11日：（母愛頌歌 溫馨之夜）星海音樂廳「廣州岭南交響樂團」演唱嘉賓
•  2024  年8月18日：~加雄移民35週年慈善晚宴
•   2024 年9月14日：~~歌頌恩情金曲夜~~為血癌小朋友(生命小戰士)籌款晚會
廣播節目
- 2017年12月5日：嘎吧！輕鬆BARF（原住民族廣播電台）
- 2018年3月17日：富貴屋直播
- 2018年：快樂不設限（快樂聯播網廣播電台）
- 2019年5月13日：生活好羚敏 楊仲恩專訪（大稻埕TV）
- 2020年9月15日：Ben sir與你唱話西遊（第26集、佰度空間）
- 2020年12月4日：King星K歌隨你唱 明星版（第8集、環星音樂環星娛樂）
- 2020年12月31日 : 桂人在家抗疫迎新禧（香港廣西社團總會）
- 2021年3月7日 : KFI百萬拳王爭霸賽（亞洲電視）
- 2022年5月11日 ：［佰度空間］（貓貓俱樂部）|最深刻印象的童星| 第七十三集

## 廣告代言
- 2009年：台灣達人美容
- 2012年：三加一能量科技 碧璽眼罩（平面廣告）
- 2012年：台灣美麗達人
- 2018年：廣東中山君益康製藥 久樂舒心血管保健品
- 2018年：易停網SPACE4CAR

## 外部連結
- 楊仲恩的Facebook專頁
- 楊仲恩丁沖的新浪微博
- 楊仲恩在互联网电影资料库（IMDb）上的資料（英文）
- 楊仲恩在香港影庫上的簡介
- 中華基督教會協和小學1973年全體畢業生合照，紅圈者為楊仲恩 （页面存档备份，存于）
- 中華基督教會協和小學1973年上午班畢業生合照，紅圈者為楊仲恩 （页面存档备份，存于）